# 2S4 Tioulpan
Le 2S4 Tioulpan (en russe : 2С4 Тюльпан, « Tulipe ») est un mortier automoteur soviétique de calibre 240 mm (20.83 cal.) et une masse de 27,5 t. Il est à ce jour le plus grand mortier en service au monde. Le chargement des projectiles de 230 kg se fait à l'aide d'une grue intégrée et un receveur automatique avec une télécommande.

## Conception
La conception a démarré en 1966 et prit fin en 1971, il est basé sur le châssis GM-123. Fabrication en série entre 1969 et 1988. Mise en service au sein de l'armée à partir de 1972. 
Après la Seconde Guerre mondiale, l'Union soviétique a développé deux types de mortiers d'infanterie lourde de calibres 160 et 240 mm, tous deux conventionnels bien que chargés par la culasse. En raison de leurs dimensions relativement importantes, de leur masse totale et de la masse élevée de leurs projectiles (et du M-240 en particulier), ces mortiers ne pouvaient guère espérer fonctionner sur le terrain comme des armes d'infanterie, perdant les caractéristiques qui rendaient ces armes souhaitables, à savoir leur fonctionnement relativement simple, leur rapidité de déploiement et leur mobilité.
Pour atténuer les problèmes évidents de mobilité, les dirigeants militaires ont proposé de monter le mortier sur un châssis à chenilles automoteur avec le canon installé à l'extérieur du châssis plutôt que dans une superstructure ou une tourelle fermée. Pour le tir, le canon devait être pivoté à l'arrière du véhicule et ancré dans le sol à l'aide d'une plaque de base massive absorbant le recul. Une telle solution contribuerait à simplifier la conception et la construction globales du véhicule et permettrait d’utiliser un moteur principal plus petit et plus léger. Initialement, les concepteurs prévoyaient d'utiliser un châssis commun utilisé dans l'obusier automoteur 2S1 Gvozdika, mais ont rapidement constaté qu'il n'était pas assez robuste pour supporter le recul important (environ 400 tonnes de force).
Un accord formel pour lancer les travaux sur le nouveau projet a été signé le 4 juillet 1967, mais la conception préliminaire était en cours au bureau de conception expérimentale OKB-3 depuis 1966 sous la direction de G. Yefremov. Le nouveau véhicule a été développé par une équipe d'ingénieurs du SKB (bureau d'études) de l'usine de construction de machines de Perm du nom de V. I. Lénine, en utilisant comme base le mortier remorqué M-240. Cette arme a une longue histoire, remontant à 1944, date à laquelle elle a été construite pour la première fois, mais n'a été officiellement mise en service qu'en 1950 après avoir corrigé de nombreuses lacunes de conception. Le M-240 a été produit depuis 1958 et construit en nombre relativement limité ; seulement environ 300 canons ont été construits.
La fabrication et l'assemblage final du véhicule ont été confiés à l'usine Motovilikha (Мотовилихинские заводы) à Perm.
Au total, 588 véhicules ont été fabriqués.

## Utilisation
Le 2S4 Tioulpan a reçu son baptême du feu lors de la guerre d'Afghanistan, où il brilla par son efficacité contre les positions fortifiées et les grottes.
10 unités ont ensuite été mobilisées sur le théâtre de la 2e guerre de Tchétchénie pour la reconquête de Grozny fin 1999, début 2000.
En 2017, il est rapporté que la 291e brigade d’artillerie, basée en Ingouchie, venait de recevoir un lot d’au moins huit 2S4 Tioulpan modernisés.
Il est employé par l'armée russe dans le Donbass durant l'invasion de l'Ukraine par la Russie. Le 21 mai 2022, un exemplaire est détruit à Roubijné par l'artillerie ukrainienne. Selon les données d'Oryx en date du 22 mars 2025, 55 exemplaires ont été détruits et 3 autres endommagés depuis le début du conflit.

## Caractéristiques

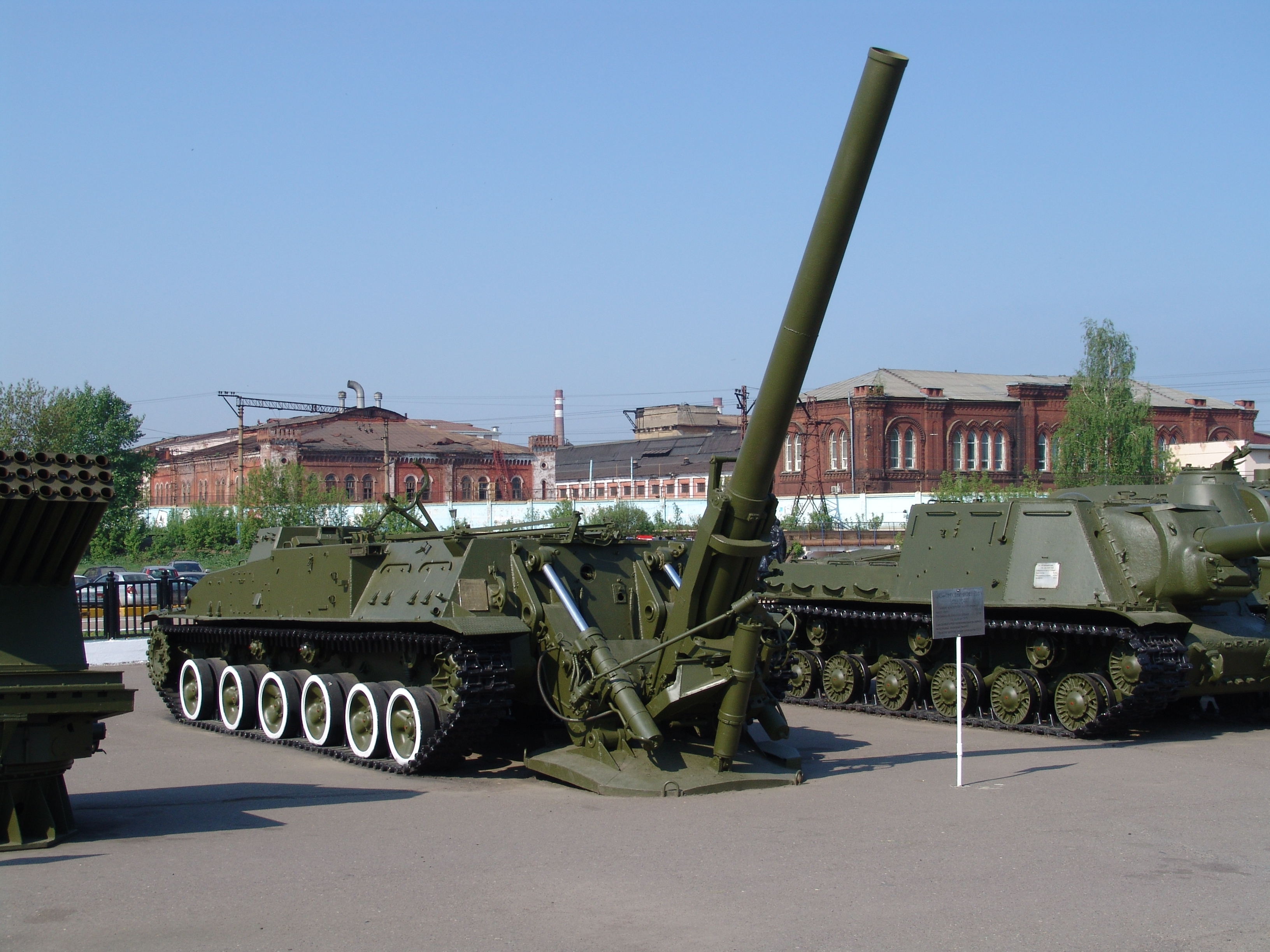
2S4 Tioulpan en position de tir

Équipage de neuf membres d'équipage, quatre dans l'engin et cinq dans un MT-LB ou un camion 6x6 d'accompagnement. Le conducteur est assis sur le côté gauche de la coque vers l'avant, le commandant du véhicule étant positionné directement derrière lui dans une coupole blindée surélevée et fixe équipée de blocs de vision pour une connaissance de la situation et de sa trappe. 
Il utilise un châssis modifié du canon automoteur 2S3 Akatsiya protégé contre les risques NRBC.
Le mortier de 240 mm 2B8 de calibre 20.83 a une élévation comprise entre + 50 et + 80° et un débattement latéral de 10° maximum à gauche et à droite. Il embarque deux fois vingt obus de mortiers, chaque vingtaine étant stockée dans un chargeur tambour. Le rechargement est automatique via un tambour et un chariot électrique. Le 2S4 a une cadence de tir lente, un seul coup par minute. Cela est dû à la grande taille du mortier et à la masse de ses munitions. Il peut être chargé une cartouche à la fois via une petite grue, qui est le plus souvent utilisée pour charger les magasins ou pour placer des cartouches spéciales sur la voie de chargement.
Il peut être équipé d'une mitrailleuse PKT de calibre 7,62 mm pour l'autoprotection.
Le tir s'effectue à l'aide d'une télécommande ou d'organes mécaniques en cas de panne électrique.

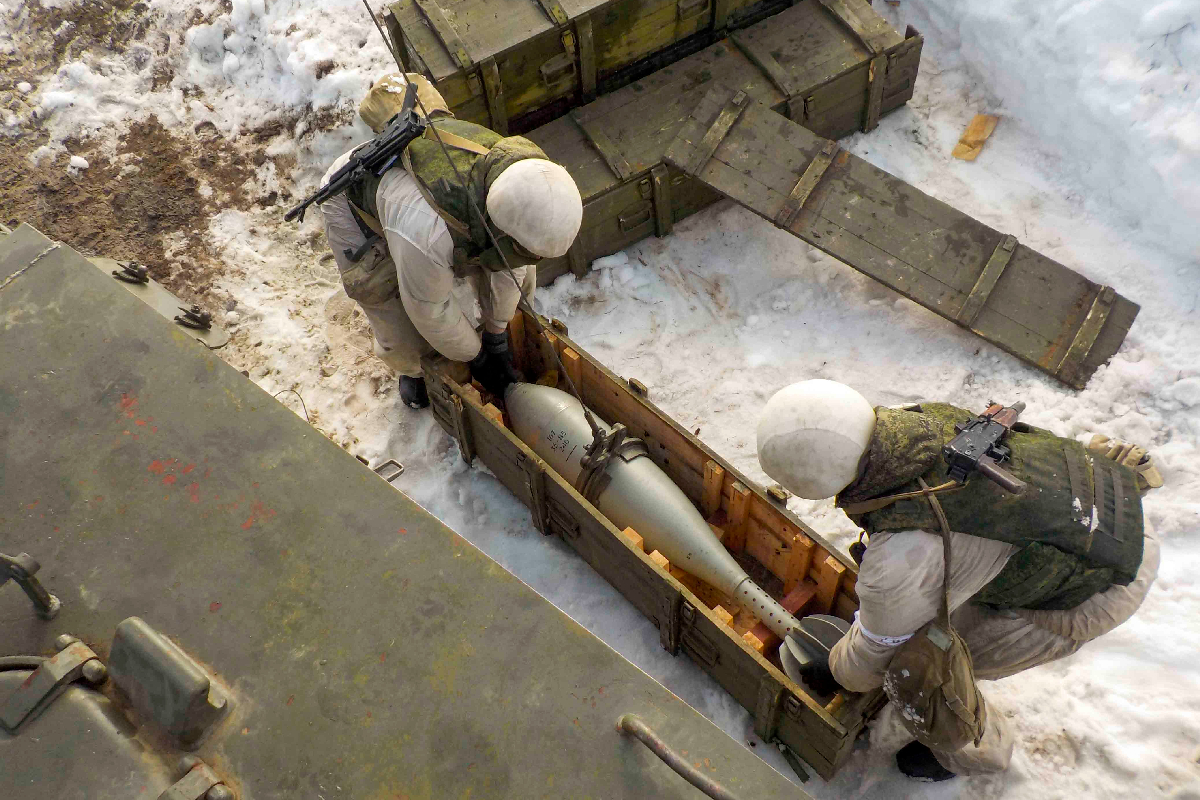
Munition du 2S4

Le Tioulpan possède un large éventail d'obus de mortiers de calibre 240 mm : 
- obus de mortier classique 3OF-864 explosif à fragmentation de 130 kg d'une portée de 9 650 m[6], 
  - variante dotée d'une propulsion additionnelle avec deux charges de propulsion supplémentaires  d'une portée de 18 000 m.
- incendiaire
- sous-munitions
- guidage laser (désigné Smel'chak), avec une portée comprise entre 3,6 et 9,2 km - également connu sous la désignation 3F5, pèserait 134,2 kg
- obus atomique ZBV4 de 2 kt.

La distance de tir varie donc de 9 à 20 km selon la munition employée. Les versions chimiques et nucléaires ont été officiellement retirées du service.
La conception et la fabrication du canon de mortier 2B8 ont été confiées à la société KBM à Iourga en Sibérie.
Une version tractée existe pour le canon du 2S4  surnommée M240.
Le véhicule est équipé d'une lame de bulldozer légère montée sous la coque avant, qui est utilisée pour préparer les positions de tir du véhicule.

## Motorisation
Moteur turbodiesel V-59U en V12 de 520 ch.
Possibilité d'employer le kérosène en cas de manque de diesel.
Vitesse max : 62 km/h, 14 km/h en marche arrière.

## Opérateurs militaires
- Kazakhstan : 7 en réserve.
- Russie :En 2022, les Forces armées de la fédération de Russie en alignent 40 unités en service et 390 en réserve[7],[8].

### Anciens opérateurs
- Tchécoslovaquie : 4 exemplaires en service jusqu'à leur retrait de l'armée en 1991[9].